# Râul Valea Boului, Crasna
Râul Valea Boului este un curs de apă, unul din cele două brațe care formează râul Crasna. Unele studii, inclusiv Cadastrul Apelor, consideră că Valea Cizerului reprezintă cursul principal al Crasnei iar râul Valea Boului un afluent al râului Crasna.